# تام-تام

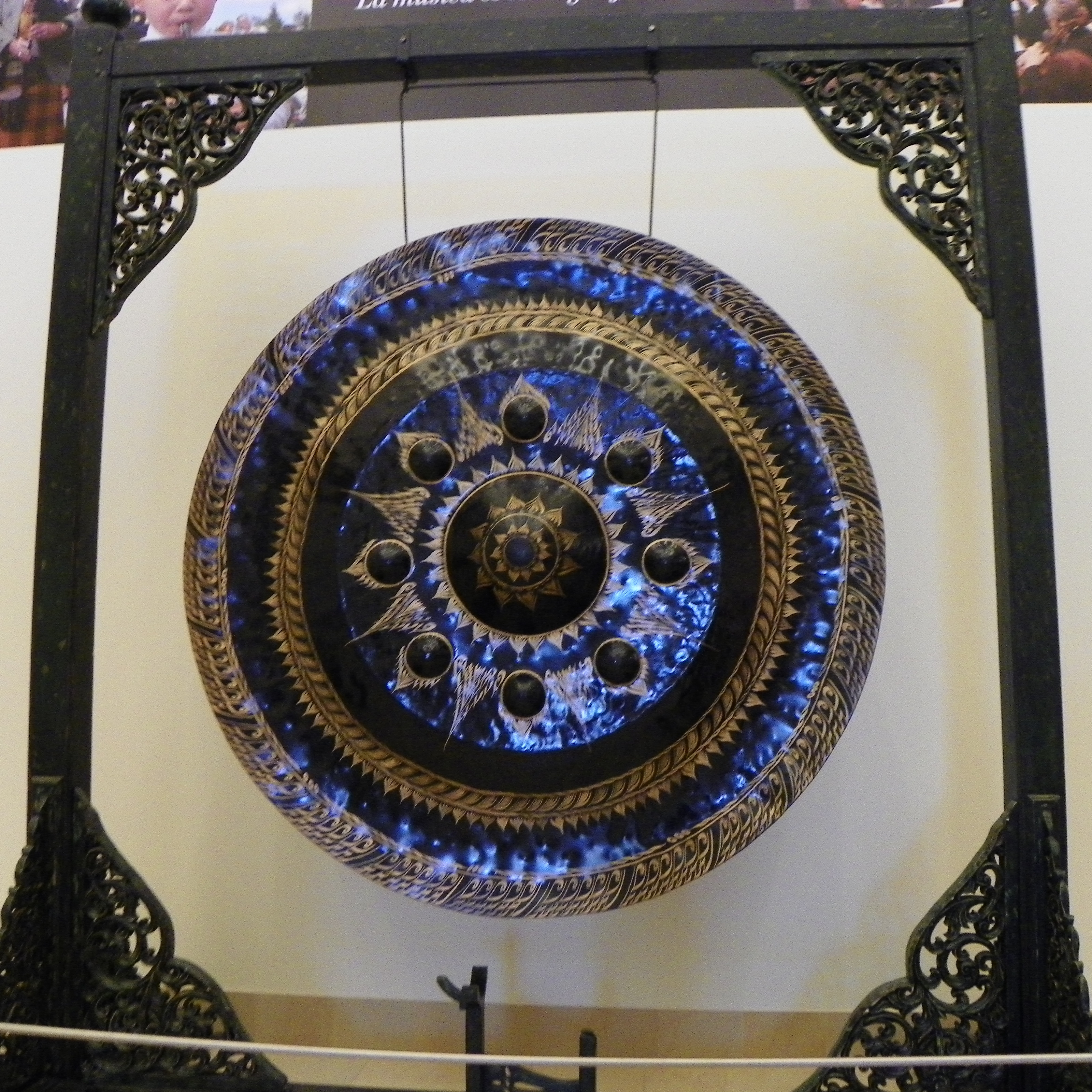
نمونه چینی تام-تام

تام-تام یک آلت موسیقی کوبه‌ای است که از آن در ارکستر موسیقی کلاسیک استفاده می‌شود. نام این ساز در زبان چینی « گُنگ » که به معنای سنجی است که به وسیله یک چکش به صدا در می‌آید. این ساز در اواخر قرن بیستم به ارکستر موسیقی غربی وارد شد.